# 战马 (电影)
是一部由史蒂芬·斯皮尔伯格执导的2011年戰爭劇情片，根据迈克尔·莫普格所著的1982年于英国出版的儿童文学小说 War Horse’ 以及2007年的同名舞台剧改编而成。故事講述一名出身德文郡小鎮的少年艾伯特·納拉卡特與愛馬喬伊的成長和經歷。
美国于12月25日上映，英国于2012年1月13日上映。電影在影評界獲得正面為主的評價，攝影、音效、剪輯、敘事獲得評論家的稱讚。

## 劇情
1914年，在德文郡小鎮，男孩艾伯特‧納拉卡特（傑瑞米·歐文飾）目睹了幼駒喬伊的誕生。在市集上喬伊被頻繁叫價，最終由艾伯特的父親泰德‧納拉卡特（彼得·穆蘭飾）用30基尼的天價收入囊中，跛腳的他也因此得罪了地主。艾伯特與喬伊盡情嬉戲，與朋友分享。然而好景不長，地主登門拜訪，宣稱如果喬伊不能犁田會立刻將其帶走並回收農田，泰德只好賭上全部家當。艾伯特在逼迫之下，為喬伊套上了鞍蹬強迫牠犁田，甚至還使用了皮鞭，最終靈性的喬伊領悟到艾伯特的苦衷並將遍地石塊的荒野農田翻耕出來，第一次展現出人意料的潛力。為了還債，泰德辛苦耕作，皇天不負苦心人，在一家人的辛勞之下換來了豐收，但某一天一場大雨卻付諸水流。
第一次世界大戰爆發，泰德為了家計被迫將喬伊賣給皇家騎兵換了30基尼。艾伯特雖然難以割捨也只能含淚送別喬伊踏上了前途未卜的戰場。參軍的喬伊因為體格強健、溫順聽話，很快就成為了尼可斯上尉（湯姆·希德斯頓飾）的座騎。但由於一次偵察兵的錯誤，導致整支英國騎兵隊跌入德軍的機槍陷阱，尼可斯上尉亦陣亡，不過喬伊仍生還，與史都華少校（班奈狄克·康柏拜區飾）坐騎特普拉一同被德軍帶走看管，兩名年輕的德軍兄弟岡瑟和麥可心生憐憫決定帶牠們私自離隊，但很快就被捉住並當場處決。翌日一位法國果農的孫女艾蜜莉發現喬伊與特普拉於風車內而收留牠們，年幼喪親的艾蜜莉一直以來的願望就是像母親一樣學會騎馬，無奈不斷被爺爺拘束，終於在生日當天從爺爺那收到了母親的遺物馬鞍，興奮的艾蜜莉騎上喬伊跨越小山坡卻被德軍捉住，喬伊和特普拉再度被帶走，而德軍則利用四處掠奪來的大批馬匹作為拉大炮的工具。
而艾伯特最終加入英軍並於西線戰場服役，一直相信喬伊仍生還，不過艾伯特在一次突擊任務中被毒氣所傷。特普拉則因傷勢太嚴重而死亡，剩下喬伊在驚慌失措下誤闖兩軍交戰的地帶並被拒馬纏繞。兩軍士兵亦發現牠，試圖用一些聲音吸引注意，艾伯特戰友柯林雖不知道牠就是喬伊，仍冒著被德軍槍殺的風險獨自前往解救。此時，一名叫彼得的德軍亦出現並協助柯林解救喬伊。其後兩人以擇硬幣形式決定喬伊回誰的軍壕。最終，柯林把喬伊帶回英軍軍營。
柯林將喬伊帶回軍營後試圖請求軍醫醫治牠，但被多名傷兵圍繞的軍醫不樂意甚至要求當場處決牠，此時因受毒氣影響眼睛包紮起來的艾伯特聽見其他人在討論一匹不凡的戰馬時，試圖用喬伊幼年時訓練牠的口哨聲吸引喬伊注意，認出艾伯特的喬伊開心地跑到他身邊，艾伯特也準確回答出喬伊身上的每一處特徵，軍醫見牠物有所主便答應醫治喬伊。當人與馬都恢復健康時，戰爭也剛好結束，消息令整個軍營興奮。但指揮部下命令任何不是屬於軍官的馬都要被送到市場拍賣，艾伯特的軍階只是列兵，喬伊亦不能倖免，整個軍營的士兵都同情他們，便籌錢給艾伯特打算把喬伊買回。拍賣場上，當喬伊快被屠夫買走時，法國果農突然出現並以高價買到喬伊，艾伯特表明喬伊是他養大的，法國果農因疼愛孫女艾蜜莉堅持要帶喬伊回去，但喬伊拒絕跟隨法國果農，艾伯特雖然不捨但深信喬伊會受到良好的照顧，欲將牽繩交還給法國果農，此時法國果農拿出原先掛在喬伊身上的獎旗詢問艾伯特，艾伯特說是父親的戰旗，法國果農瞭解喬伊對艾伯特意義重大，便將喬伊歸還。最終，艾伯特騎著喬伊回到家鄉與父母相擁團聚。

## 角色
- 杰瑞米·欧文 - Albert Narracott[9][10]
- Emily Watson - Rose Narracott
- Peter Mullan - Ted Narracott
- 大衛·休里斯 - Lyons
- 班奈狄克·康柏拜區 - Major Stewart
- 汤姆·希德勒斯顿 - Captain Nicholls
- 托比·凯贝尔 - Geordie
- Geoff Bell - Sgt. Sam Perkins
- Patrick Kennedy - Lieutenant Waverly
- Niels Arestrup - Grandfather
- Celine Buckens - Emilie
- 大衛·克勞斯 - Gunther
- Rainer Bock - Brandt
- Nicolas Bro - Friedrich
- Leonard Carow - Michael
- Robert Emms - David Lyons

## 制作

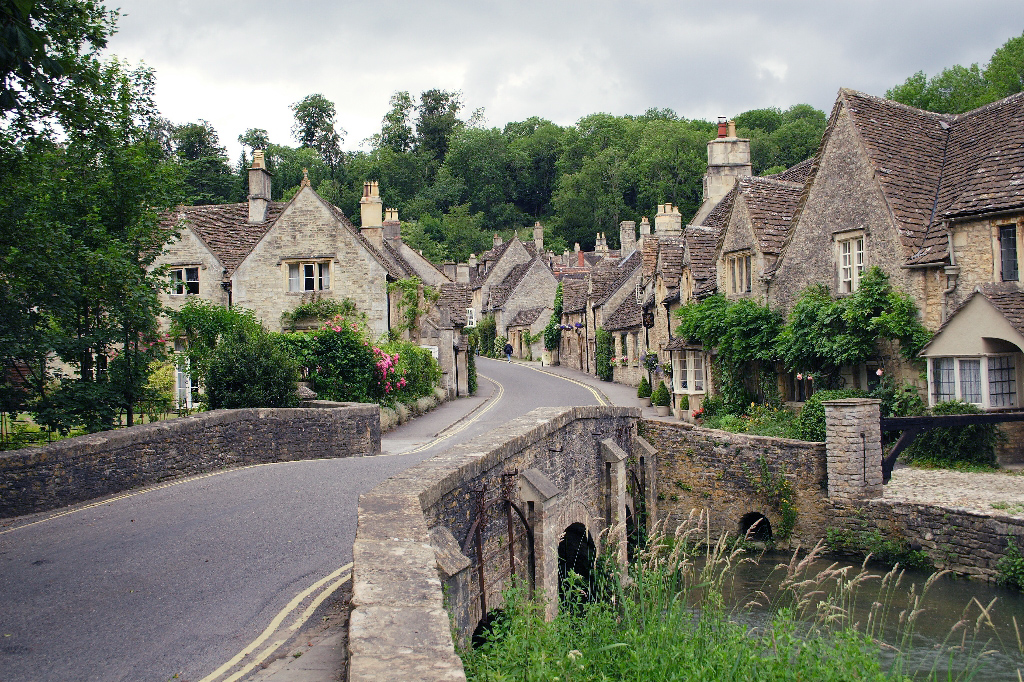
拍摄场景之一：威爾特郡的Castle Combe村

飾演艾伯特的杰瑞米·欧文是20岁的英国新演员，为了拍好影片他特意接受了两个月的驯马课程的学习，以便让他和马之间产生一种可信的感情。
影片于漢普郡北部阿瑟·韋爾斯利，第一代威靈頓公爵曾经住过的城堡开始拍摄。2010年8月在德文郡和达特穆尔拍摄。战争场面是在薩里郡的Wisley Airfield以及Bourne Wood拍摄的。在威尔士的Caerwent也进行了一些拍摄。而故事中有关法国的情节也是在英国拍摄的，影片于2010年10月的最后一周完成摄制工作。

## 评价
烂番茄新鲜度76%，Metacritic上得到72分，收获大多好评。媒体代表性评价：“2011年最出色的影片之一”，“人文主义关怀与精妙地特技辉映，散发出经典影片的不俗格调”，“出色的故事基础、古典主义剧情架构，乔治福德不加修饰地纯真演技和摄影师卡米斯克摄人魂魄的映画，共同组成了一部难以言喻的杰作”。

## 奖项及提名
- 美国电影学会：年度十佳影片
- 第17届广播影评人协会：最佳摄影奖
- 第16届卫星奖：最佳摄影
- 东南影评人协会：最佳摄影

第84屆奧斯卡金像獎六项提名
- 最佳影片提名
- 最佳摄影提名：亞努斯·卡明斯基
- 最佳原创音乐提名：約翰·威廉斯
- 最佳音效剪辑提名：李察·謙斯與基利·萊史東
- 最佳混音提名：基利·萊史東、安迪·尼信、湯·莊遜與史釗活·韋信
- 最佳艺术指导提名：力克·卡特與李·桑達拉斯

第65届英国电影学院奖五项提名
- 最佳配乐
- 最佳摄影
- 最佳艺术指导
- 最佳音效：Stuart Wilson, Gary Rydstrom, Andy Nelson, Tom Johnson, Richard Hymns
- 最佳视觉效果：Ben Morris, Neil Corbould

## 票房
美国国内收获7985万，其他地区9720万，全球总票房为1.77亿美元。中国大陆收1.17亿人民币。
| 上一届： 《地心历险记2：神秘岛》 | 2012年中国内地一周票房冠军 第7、8周（1月13日—2月26日） | 下一届： 《异星战场》 |